# 枝豆
枝豆（えだまめ）は、大豆を未成熟で緑色のうちに枝ごと収穫し、ゆでて食用にするもの。そのため豆類に分類されず、緑黄色野菜に分類される。

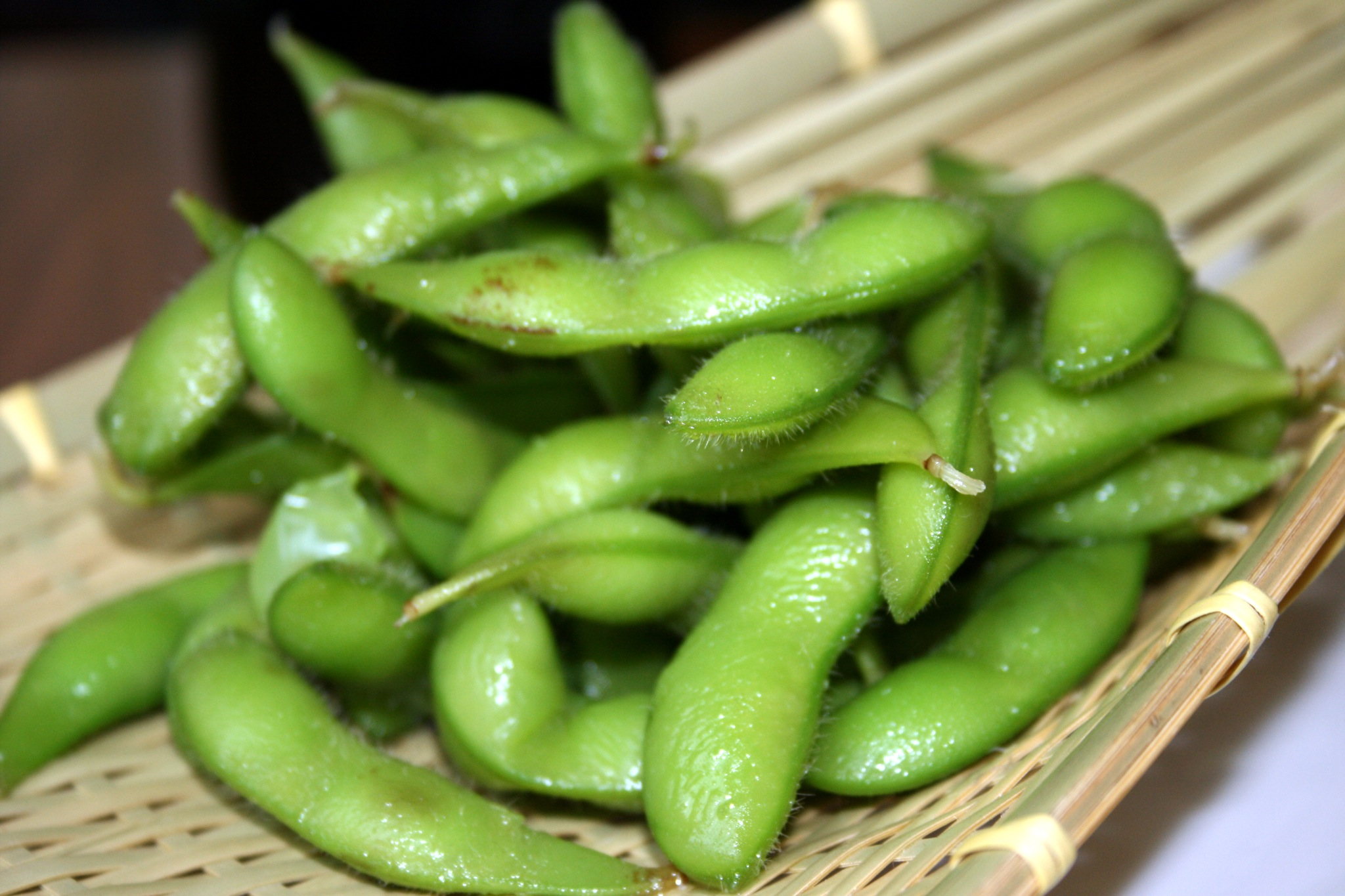
塩茹でした枝豆

## 概要

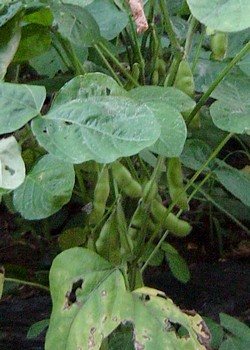
未成熟の大豆

ダイズ（大豆）の未成熟の果実を若採りしたものを枝豆という。ダイズには日長が短くなると花芽ができる短日性の秋ダイズと、日長には影響を受けない夏ダイズがあり、枝豆は夏ダイズに属する。品種としては、実りが秋までかかる晩生種を成熟させて大豆として収穫するのに対し、早生種の未成熟な果実を夏場に枝豆として収穫する。日本においては主力品種である「錦秋」などに加えて、収量が多い、豆の粒が大きい、食味が良いといった方向性で新しい品種の開発が行われている（秋田県農業試験場「あきたのほのか」、サカタのタネ「とびきり」など）。枝豆向きの品種を成熟させて大豆として収穫することは、種子を得る場合を除き、通常は行われない。
大豆の起源は東アジアといわれ、日本や中国では大豆の代表的な食べ方の一つである。日本で枝豆が食べられるようになったのは17世紀ごろといわれている。主な旬は夏6 - 9月で、大豆と野菜の両方の栄養をあわせて摂ることができ、大豆にはないビタミンCを多く含んでいるのが特徴である。サヤの緑色が濃く、ふっくらとして産毛が密生しているものが良品とされる。サヤの膨らみがないものは実が未熟で、サヤが黄色いものは熟しすぎで食味は落ちる。種子（豆）が成熟すると特有の風味をもたらす香気成分や甘みの成分である還元糖、アミノ酸、アスコルビン酸などが減少することが報告されている。収穫後の品質保持には低温貯蔵が有効とされている。

## 歴史
原産地は東アジア、中国といわれている。『日本書紀』（693年）に、大豆（豆）が五穀の一つとして書かれている。奈良・平安時代には既に現在の形で食されていたとされている。鎌倉時代の僧、日蓮が寄進を受けた信徒に宛てた礼状「松野殿女房御返事」には「（略）、枝大豆・ゑびね、旁の物給び候ひぬ」とある。戦国時代にずんだ餅が生まれたといわれ、発案者を伊達政宗として太刀で枝豆を砕いて食べたという説がある。江戸時代に書かれた『俗事百工起源』（1771年）には、夏になると路上に枝豆売りの姿があったという。現在のように枝から鞘を外した状態ではなく、枝についたままの状態で茹でたものが売られており、当時はその状態で食べ歩いていることから現代のファストフードのような存在だった。この状態のものを「枝付き豆」または「枝成り豆」と呼び、それが「枝豆」の名前の由来とされている。
明治初期（19世紀末）、庄内藩でだだちゃ豆の元になった「小真木」が育成されたと伝えられている。昭和期（1974年）に、雪印種苗が早生でさやの大きな品種を配合させる研究を重ねた枝豆専用品種「サッポロミドリ」を発売し、ヒット商品となった。冷凍技術が大きく発達するようになると、2003年（平成15年）にJA鶴岡が「殿様のだだちゃ豆」フリーズドライを発売、2005年（平成17年）には北海道中札内村の大規模瞬間冷凍施設で作った「大袖の舞」が人気となった。

## 栄養素
生の枝豆には可食部100グラム (g) あたり、熱量は135キロカロリー (kcal) 、水分は約71%含まれ、残りはタンパク質11.7 g、炭水化物8.8 g、脂質6.2 g、灰分1.6 gが含まれる。大豆と同様に栄養価が高く、植物性タンパク質や脂質、ビタミンE、食物繊維、カルシウム、鉄分に富むことに加え、ビタミンB1・B2は野菜の中では特に多く、大豆にはないカロテン、ビタミンC、カリウムも豊富に含まれている。サヤごと茹でることによって、これらの栄養素の流出を防ぐことができる。新鮮なうちにサヤごと塩茹でにしておけば、枝豆が本来持つ旨さや栄養を維持できる。ビタミンB1を多く含んでいるため、新陳代謝を活発にして夏バテを防ぎ、アルコールの分解を促進して悪酔いを軽減し肝臓を守る働きもする。枝豆に含まれるアミノ酸の一種であるメチオニンもアルコールから肝臓や腎臓を守る働きがある。
大豆の未熟果には、他の野菜ではあまり見られないサポニンやレシチン、イソフラボンなどの大豆特有の成分を持っている。サポニンは血液中のコレステロール値を下げ、レシチンは細胞の活性化に役立ち、内臓や神経を若々しく保つのに必要な成分といわれている。イソフラボンは女性ホルモンに似た働きをすることが知られている。

## 代表的な種類
元々枝豆は、ダイズの未熟果を食べていたが、現在では大豆と枝豆専用種に分けられている。ダイズから枝豆として栽培されているものは、色の違いから白毛豆（別名：青豆）、茶豆、黒豆の3系統に大別される。
日本には、各地で在来種が栽培されており、枝豆の品種が400以上あるといわれている。特に東北地方では、地方ごとに独自の品種が栽培されており、有名なところでは山形県の「だだちゃ豆」、福島県の「かおり枝豆」、岩手県の「におい豆」、新潟県の「くろさき茶豆」「いうなよ」などが知られる。変わったものでは、丹波地方の黒豆の枝豆や、10月ごろに収穫される秋田県の「十月豆」などがある。品種によって味わいが多少異なり、だだちゃ豆や茶豆はゆでるととうもろこしに似た香りが強くなる。
- 大袖の舞 - 北海道の十勝や網走などで栽培されている甘みが強い青大豆の品種。枝豆以外でも、製菓用、炒り豆用、煮豆用としての加工性に優れ、豆腐の原料としても適している[11]。
- おつな姫 - サカタのタネが育成した青豆の早生種。収穫までの日数は80日ほどで、全体にまんべんなく着莢し、3粒莢になる率が高い。茶豆に似た風味で、甘みとうまみに優れる[13]。
- くろさき茶豆 - 新潟県で多く栽培されている茶豆の品種。豆の薄皮が茶色っぽく、香りと甘味が強い[2]。8月の盆のころが収穫期[13]。
- 黒大豆 - 丹波地方で栽培されている完熟すると豆が黒くなる大豆。未熟果を早どりして枝豆として利用し、味が濃く甘味に富む[9]。熟すると豆が黒くなり、黒豆として利用される[2]。丹波地方で栽培される「丹波黒」という品種は、大豆の中でも最も粒が大きくて、煮ても皮が破けないという特徴があり、枝豆にするともちっとした食感になる[11]。
- 毛豆 - 青森県津軽地方の伝わる在来種の青大豆。茎葉や莢に金茶色の毛があつことから「毛豆」とよばれる。大粒でコクがあり、甘みが強い[11]。
- 肴豆（さかなまめ） - 新潟県長岡市で栽培される青豆品種。1970年ごろに長岡市の農家が関原方面の在来種を導入して定着させたのがはじまりで、1983年に長岡市農協が「ビールの肴にぴったり」とのことから命名した。9月下旬が収穫期で、強い甘みと風味が特徴[13]。
- サッポロミドリ - 白毛（青豆）系の定番となっている早生種。「札幌伝統野菜」の一つに数えられ、さやには大粒の豆が3粒入る[12]。
- だだちゃ豆 - 山形県鶴岡市特産の茶豆。香りが強く甘味がある[2]。「だだちゃ」は家長、父親を意味する庄内地方の方言[14]。「小真木」「白山」などの8品種の総称と定義され、他地域産のものは「だだちゃ豆」とは名乗れない[12]。
- たんくろう - 丸種が育成した黒豆の早生種。収穫までの日数は80 - 85日で、着莢率が極めて高く、3粒莢になる率が高いうえ、分枝数も比較的多いため収量性が高い。黒豆特有の芳香と甘みがある[13]。
- 秘伝 - 佐藤政行種苗が育成した青豆の晩生種。青豆種としては最大級で、うまみが強く、山形県では「だだちゃ豆」に次ぐ知名度を誇る[13]。
- 湯上がり娘 - 茶豆風味の濃い味わいがある青豆で、香りもよく、枝豆の美味しさの指標である、ショ糖・果糖・ブドウ糖は他品種の2倍ほど含まれている[12]。

## 栽培
日本国内の主な生産地は、北海道、山形県、新潟県、群馬県、千葉県、埼玉県で多く、5月ごろから徐々に出荷量が増えて、7 - 8月にピークを迎える。
春（4 - 6月）から種を播き、夏から秋にかけて収穫する。枝豆として収穫する場合は、春に種を播いて80日前後で収穫できる早生種、初夏に播いて秋に収穫する晩生種がある。種蒔きの時期を数回に分けてずらして栽培すると、収穫時期もずれて新鮮な枝豆を長い間楽しめる。栽培適温は20 - 25度とされ、インゲンマメなどよりも低温に強く、やや早蒔きすることができる。連作は不可で、2 - 3年ほどマメ科作物を作っていない日当たりの良い畑で育てる。家庭でも作りやすく、深いコンテナ（プランター）などを使って鉢植えでも育てられる。他のマメ科同様に直根が発達するので、移植は行わない。なお、枝豆（未熟果）を収穫せずにサヤが枯れるまで待つと、大豆として収穫できる。
枝豆にするダイズは、夏の暑さを感じると花を咲かせて結実する夏ダイズで、葉は3枚の丸形の小葉からなる複葉で、花は白色から紫色のごく小さな蝶形をしている。多くのマメ科同様に自家受粉で結実する。開花期が高温すぎても開花しにくく、30度以上になると受精できず、開花しても花が落ちてしまう。開花期から結実期は十分な水分や強い光が必要で、足りないとサヤがついても実がスカスカになる。
畑は深く耕して堆肥をすき込み、根粒菌が共生するため元肥は窒素肥料を控えめにする。種は株間を25 - 30 cmほどあけて1か所に3 - 4粒ずつ播き、軽く覆土する。覆土が浅すぎたり押さえ方が足りなかったりすると、芽が正常に展開できない。発芽のため水分管理が重要になるが、水を与えすぎると種が腐ってしまう。発芽率を上げるためには、種まき直後は水を与えず、翌日に水を与えるとよい。発芽までの間は、ハトやカラスなどの鳥に播いた種が食べられてしまう鳥害があるため、芽が出るまでは不織布などをかけて保護すると良い。本葉が5 - 6枚になったところで、生長が悪い芽を抜き取らずに根元から切り取って1本だけ残し、芽の先端を摘芯してわき芽を出させて育てていく。種まきから80 - 90日で花が咲くまでに、窒素分控えめの追肥と、倒伏防止のため土寄せを数回行い、開花後1か月ほどでサヤが膨らみ収穫期となる。早生種では6月ごろから収穫が始まる。サヤを軽く押して実が入っていることを確かめ、豆がやわらかいうちに株ごと引き抜いて収穫する。
枝豆の害虫にはカメムシがあり、サヤがつくころに実の養分が吸われてしまうことがある。

## 枝豆の食べ方の例
一般に塩ゆでにして食べられている。塩ゆで以外でも、かき揚げ、炒め物、煮物にするほか、産地では潰して和え物にしたり、サヤごと甘辛く煮て食べたりしている。
枝豆は、収穫後は鮮度とともに味が落ちるのが早い。袋入りで売られているものもあるが、枝つきで売られているもののほうが鮮度が良く、茹でる前にサヤを傷つけないようにヘタの先端で枝から外す。サヤに傷がついてしまうと、茹でるときにサヤの中に水が入って、茹で上がりが水っぽくなり、風味を損ねる原因となる。収穫の翌日までに食べきることが望ましいが、保存するときは生で保存せずに、できるだけ早くかために茹でて、よく冷ましてから冷凍する。冷凍品を食べるときは、熱湯にくぐらせて解凍してから食べる。

### 塩茹で
最も典型的な調理法である。枝豆本来の風味が引き出される調理法であるが、実の大きさや収穫時期によって茹で時間は異なる。ふつう2 - 5分ほど茹でてから1つ取り出して、食べて茹で加減を確認してみて、実がかたかったらさらに1 - 2分ほど茹でる。旬の終わりごろや、実が大きく育っている枝豆は、より長い時間をかけてやわらかく茹で上げる。
調理は極めて簡単で、枝豆のサヤをボウルに入れて塩揉みして、表面の産毛を落としてから水洗いして水気を切り、塩少々が入ったたっぷりの熱湯で茹で上げ、ザルに上げて湯を切り、好みの加減で塩を振り、広げて冷ます。
また、1980年代からは調理後冷凍した商品も出回っており、小売店の冷凍食品売り場などで目にすることができる。
枝豆の塩茹では、酒、特にビールのつまみの定番として知られる。大豆に豊富に含まれる蛋白質などはアルコールの分解を助ける働きがあり、「枝豆をつまみにするのは理にかなっている」と言われる。また、冷凍食品としては鞘から取り出した豆の部分だけのものもみられる。

### 焼き枝豆や漬物
生のままでは硬い枝豆を食べやすくする調理法としては、焙ったり煎ったりした「焼き枝豆」や漬物などもある。

### ずんだ
茹でた枝豆をすり潰して餡状にしたもの。ずんだを餅にまぶした「ずんだ餅」は主に宮城県・山形県・秋田県・岩手県など東北地方の名物の一つになっている。

### その他の加工品
子供にも人気のある食材であることからスナック菓子の材料としても用いられるほか、すり潰してスープにしたり、餅に入れたり、煮物などの具材として利用されたりすることもある。また地域おこしの題材として枝豆を使ったお酒が作られた例もある。

## 郷土料理
兵庫県丹波篠山市や三田市、和歌山県紀の川市鞆渕地区においては、黒豆の未熟なものを「黒枝豆」として食べることがある。茹でる前も茹でた後も、一般の枝豆ではお馴染みな鮮やかな緑色ではなく、茹で上がり後ですら鞘の中の豆は黒みがかった緑色である。
異質な見た目に反して味は極めて良い。その見た目の異質さと味の良さから様々なメディアで取り上げられたこともあり、枝豆愛好者などへの知名度も高い。ただし同地域のものは毎年10月第2週前後に出荷されており、流通する期間が限られることもあって入手は比較的難しく、それ以前に流通しているものは別品種の可能性がある。

## 日本以外

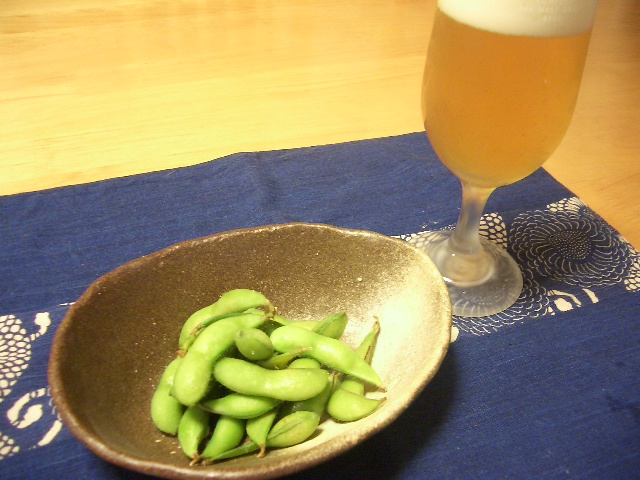
ビールのおつまみとして

近年の健康志向にともなう日本料理ブームの影響もあり、枝豆でも特に塩茹でなど簡単な調理法のものは、2000年頃から次第に北米・ヨーロッパなどの日本以外でも食べられるようになっている。
イギリスなど英語圏では枝豆は「green soy beans」または「edamame」と呼ばれ、ニューヨークなどの日本風の居酒屋では、定番のアペタイザーとして振る舞われ、オーガニックフード店やアジア食材を置く店でも気軽に入手することが出来る。
また、アメリカンフットボールやメジャーリーグベースボールを観戦しながらつまむ食べ物として、競技場内の売店でも買うことが出来るところもある。中華料理では「毛豆」と呼ばれ、豆干毛豆炒黄瓜などの食材としても広く使われている。
観光や仕事などで来日した外国人が好んで食べる傾向にある。 豆自体が世界各国で食されており、親しみやすい味であること、自ら皮を剥くという変わった食べ方、皮自体も柔らかく食べやすいという理由から食されている。また、子供の食育の一環としても注目されている。野菜を食べたがらない子供が、枝豆が飛び出る姿を面白がり、「遊びながら食べられる」「小さいサイズで口に入れやすい」「軟らかく食べやすい」という利点がある。